# Autostrada A2 (Polonia)
L'autostrada A2 è un'autostrada polacca in costruzione che a lavori ultimati attraverserà il paese da ovest a est, da Świecko (confine tedesco) a Kukuryki (confine bielorusso). Fa parte della strada europea E30.

## Storia
Il progetto della A2 rispecchia all'incirca il progetto degli anni settanta dell'autostrada Olimpijka che, in occasione delle Olimpiadi di Mosca del 1980, doveva collegare Berlino con Mosca e che, per la crisi economica dell'epoca, non venne mai completato. Il 4 giugno 2014, in presenza dei presidenti della Polonia e della Germania, è stata soprannominata come "autostrada della libertà".

## Itinerario
Il progetto completo dell'autostrada prevede una lunghezza complessiva di 657 km; oggi 475 di questi sono in esercizio, nella tratta compresa tra Świecko e Varsavia.
La tratta fra Stryków e Varsavia, già progettata, doveva essere costruita entro il 2011, collegando per la prima volta la capitale alla rete autostradale europea. Il governo polacco aveva dato l'appalto ad un'azienda cinese che, dopo aver costruito solo alcune parti in maniera sommaria, è sparita inadempiendo il contratto. Il governo polacco ha deciso di riappaltare la costruzione usando criteri diversi da quello economico. La tratta costruita dell'azienda cinese è stata demolita sommariamente perché non conforme alle norme di sicurezza e la tratta è stata riappaltata all'azienda francese Eurovia e all'italiana Astaldi.
Il prolungamento verso est (Varsavia - confine bielorusso) è ancora in fase di costruzione. I lavori sono iniziati nel 2011 e finiranno nel 2014.